# Индивид
Индиви́д (лат. individuum «недели́мый») — отдельный организм, с присущей ему автономией, в частности, человек как единичный представитель человеческого рода. 
Триада «индивид», «индивидуальность», «личность» используется многими гуманитарными и общественными науками для описания и рассмотрения разных сторон бытия человека. Особое значение понятие «индивид» имеет для биологии, правоведения, философии.
Понятие «индивид» тесно связано с понятиями «человеческий организм», «личность», «субъективность», «индивидуальность» и «духовность», которые используются для обозначения совокупности качеств, способностей отдельно взятого человека, сущностных уровней человеческого развития в онтогенезе. Тем не менее, сущность понятия «индивид» можно понять лишь посредством отделения его свойств от свойств «личности» и/или «индивидуальности».

Понятие «Индивид» можно представить отправным понятием триады, дав определение остальным её составляющим через базовый:
Индивид ― единичный представитель человеческого рода, безотносительно к его антропологическим особенностям.
Индивидуальность ― совокупность физиологических, психологических особенностей индивида, составляющих его своеобразие, отличие от других людей.
Личность ― совокупность социально значимых качеств индивида, имеет индивидуальный характер.

## Античная история термина
Термин «индивид» (лат. individuum «недели́мый») был впервые использован в I веке до н. э. Цицероном для передачи греческого ἄτομος, «атом» (от др.-греч. ἄτομος «неделимый, неразрезаемый»), введённого, в свою очередь, атомистом Демокритом в V веке до н. э., который под атомами понимал мельчайшие неделимые «элементы», бесконечные по числу и не воспринимаемые чувствами, которые вместе с пустотой образуют частицы материи. «Начала Вселенной суть атомы и пустота, все остальное лишь считается существующим», ― передаёт учение Демокрита Диоген Лаэртский.

## Понятие в разных науках

### Биология
В биологии «индивид» сопоставляется с понятием «организм» — продуктом полового или бесполого размножения. Это слово выступает синонимом понятия «особь», структурной единицей популяционно-видового уровня жизни.
Антропология использует понятие «индивид» по отношению к человеку, как к представителю всей совокупности людей, то есть представителя вида Homo sapiens.

### Право
В философии права индивид предстаёт как абстракция, юридическая субстанция, актор правоотношений. Право рассматривает индивида как потенцию правоотношений, правовой воли, правовых поступков. В правоведении понятие индивида тождественно понятию физического лица, как субъекта правоотношений, носителя прав и обязанностей.
Таким образом, главным свойством индивида как носителя прав и обязанностей, будет выступать его правоспособность.

### Социальная философия и социология
Социальная философия рассматривает индивида как единичного носителя социальности ― особого способа существования человека, выделяющего и отделяющего его от природы, в основе которого лежит деятельность (противопоставляемая активности животного) ― «целенаправленная, адаптивно-адаптирующая деятельность, то есть приспособление к природной среде путём её масштабной предметной переработки, ведущей к созданию искусственной среды существования человека или артефактной „второй природы“».
Социология рассматривает индивида как «техническую» характеристику человека. Если индивидуальность и личность являются статусами достигаемыми, то индивид ― предписанный.
Идея tabula rasa («чистая доска»), восходящая к труду Аристотеля «О душе́» и закреплённая Джоном Локком в трактате «Опыт о человеческом разумении», наилучшим образом коррелирует с идеей индивида, как изначально чистого носителя социальности, элементы которой ему предстоит усвоить в ходе индивидуализации и становления его личности.
В концепции Эмиля Дюркгейма, индивид ― носитель «изначальной социальности», социальный артефакт, сконструированный людьми и культурой.